# Coupe des clubs champions africains 1975
Navigation
Édition précédente Édition suivante
La Coupe des clubs champions africains 1975 est la onzième édition de la Coupe des clubs champions africains. Le club vainqueur de la compétition est désigné champion d'Afrique des clubs 1975. Vingt-huit formations sont engagées dans la compétition. 
C'est le club guinéen du Hafia FC qui remporte cette édition après avoir battu les Nigérians d'Enugu Rangers en finale. Il s'agit du second titre continental pour le club après le succès de 1972 alors qu'Enugu devient le premier club nigérian à atteindre la finale.

## Premier tour
| Équipe 1               | Résultat | Équipe 2                      | Aller | Retour |
| ---------------------- | -------- | ----------------------------- | ----- | ------ |
| Djoliba AC             | 3 - 0    | Mighty Blackpool FC           | 2 - 0 | 1 - 0  |
| abandon ASDR Fatima    | -        | Al Merreikh Omdurman          | 3 - 0 | -      |
| Bame Monrovia          | 1 - 4    | Lomé I                        | 0 - 1 | 1 - 3  |
| Express FC             | 1 - 0    | Horsed FC                     | 1 - 0 | 0 - 0  |
| AS Vita Club           | 5 - 1    | Petrosport FC                 | 4 - 0 | 1 - 1  |
| Silures Bobo-Dioulasso | 5 - 2    | Étoile Sportive Porto-Novo    | 3 - 2 | 2 - 0  |
| Olympic Niamey         | 1 - 6    | ASEC Mimosas                  | 0 - 2 | 1 - 4  |
| Great Olympics         | 1 - 4    | Enugu Rangers                 | 0 - 2 | 1 - 2  |
| Embassoria             | 1 - 3    | AS InterStar                  | 1 - 1 | 0 - 2  |
| Bata Bullets           | -        | Matlama FC forfait            | -     | -      |
| Green Buffaloes        | -        | AS Corps Enseignement forfait | -     | -      |
| Hafia FC               | -        | Real Banjul forfait           | -     | -      |

## Deuxième tour
| Équipe 1         | Résultat      | Équipe 2               | Aller | Retour |
| ---------------- | ------------- | ---------------------- | ----- | ------ |
| AS InterStar     | 2 - 4         | Al Merreikh Omdurman   | 0 - 0 | 2 - 4  |
| Djoliba AC       | 3 - 4         | Lomé I                 | 1 - 1 | 2 - 3  |
| Express FC       | 1 - 2         | Ghazl El Mahallah      | 1 - 1 | 0 - 1  |
| AS Vita Club     | 2 - 3         | Hafia FC               | 2 - 0 | 0 - 3  |
| CARA Brazzaville | 9 - 4         | Silures Bobo-Dioulasso | 4 - 0 | 5 - 4  |
| ASEC Mimosas     | 2 - 2 6-5 tab | ASFA Dakar             | 1 - 1 | 1 - 1  |
| Enugu Rangers    | 1e - 1        | Young Africans         | 0 - 0 | 1 - 1  |
| Bata Bullets     | 2 - 5         | Green Buffaloes        | 0 - 2 | 2 - 3  |

## Quarts de finale
| Équipe 1          | Résultat      | Équipe 2             | Aller | Retour |
| ----------------- | ------------- | -------------------- | ----- | ------ |
| Ghazl El Mahallah | 2 - 1         | Al Merreikh Omdurman | 2 - 1 | 0 - 0  |
| ASEC Mimosas      | 2 - 3         | Lomé I               | 1 - 0 | 1 - 3  |
| CARA Brazzaville  | 2 - 2 3-4 tab | Hafia FC             | 2 - 0 | 0 - 2  |
| Green Buffaloes   | 3 - 4         | Enugu Rangers        | 2 - 2 | 1 - 2  |

## Demi-finales
| Équipe 1          | Résultat | Équipe 2      | Aller | Retour |
| ----------------- | -------- | ------------- | ----- | ------ |
| Hafia FC          | 2 - 1    | Lomé I        | 1 - 0 | 1 - 1  |
| Ghazl El Mahallah | 3 - 4    | Enugu Rangers | 3 - 1 | 0 - 3  |

## Finales
| 7 décembre 1975 | Hafia FC           | 1 - 0 | Enugu Rangers | Stade du 28-septembre, Conakry |
|                 | Aliou N'Jo Léa 20e |       |               |                                |

| 20 décembre 1975 | Enugu Rangers       | 1 - 2 | Hafia FC                                   | Stade de Surulere, Lagos |  |
|                  | Obianika 20e (pen.) |       | Petit Sory · 88e (pen.) Thiam Ousmane Tolo |                          |  |

| Coupe des clubs champions africains Vainqueur 1975 |
| -------------------------------------------------- |
| Hafia FC Deuxième titre                            |